# Улица Зиргу
Улица Зиргу (латыш. Zirgu iela) — улица в Старом городе (Рига), находится между улицами Вальню и Шкюню. Пересекает улицы Мейстару и Кеныню, ограничивает площадь Ливов с севера. Длина улицы — 267 метров.

## История

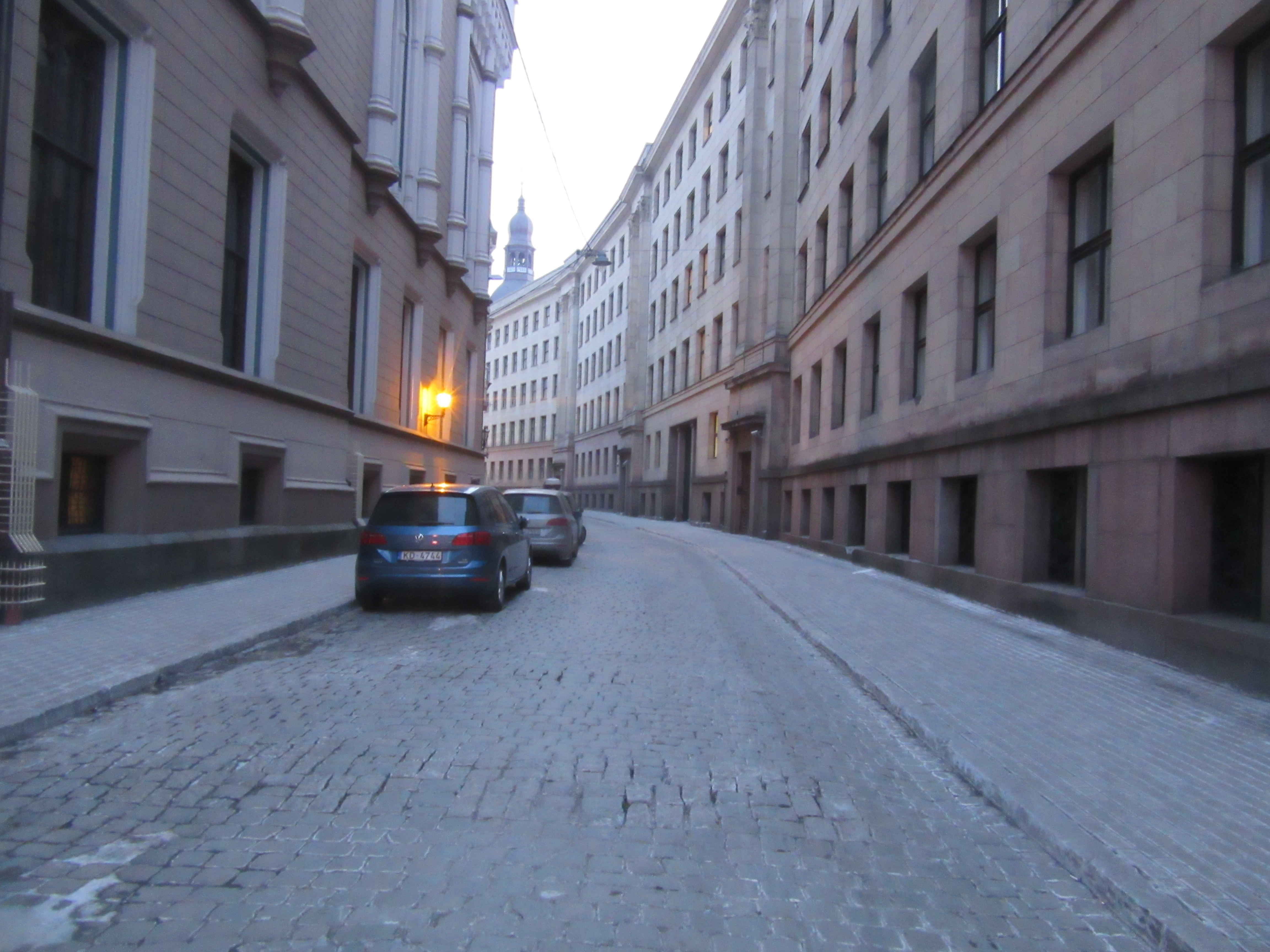

Одна из самых старых улиц Риги, возникла в XIII веке. На старых картах (1334 года) указывается как Klibā Skrodera (хромой портной?). Название Zirgu (Лошадиная) появляется в 1440 году. В XVI веке на улице были конюшни. До 1939 года улица была известна как Lielā Zirga, затем была переименована в Zirgu.
На месте здания Министерства финансов Латвии было раскопано древнее русло реки Риги. Глубина русла достигала 5-6 метров от поверхности земли. Здесь же было найдено множество инструментов, украшений, оружия и других артефактов XIV—XV веков.

## Достопримечательности
- д. 5 — Жилой дом (XVIII век, перестроен в 1914 году архитектором Генрихом Девендруссом)
- д. 7 — Жилой дом (1873, архитектор Герман Гейгенмиллерс)
- д. 14 — Жилой дом (1788, архитектор Кристоф Хаберланд), ныне — посольство Норвегии
- д. 22 — Жилой дом (1787, архитектор Кристоф Хаберланд)
- На углу с улицей Мейстару находится «Дом с котами», напротив него — здание Большой гильдии. Всю нечётную сторону улицы от улицы Мейстару до Домской площади занимает здание Министерства финансов Латвии.

## Улица в кинематографе
На улице снимался ряд сцен телесериала «Семнадцать мгновений весны»: здесь Кэт выбирается из канализационного люка, потом ночью идёт в бомбоубежище, а наутро, забрав детей оттуда, спешит к машине Штирлица,.